# 데스마레후티아

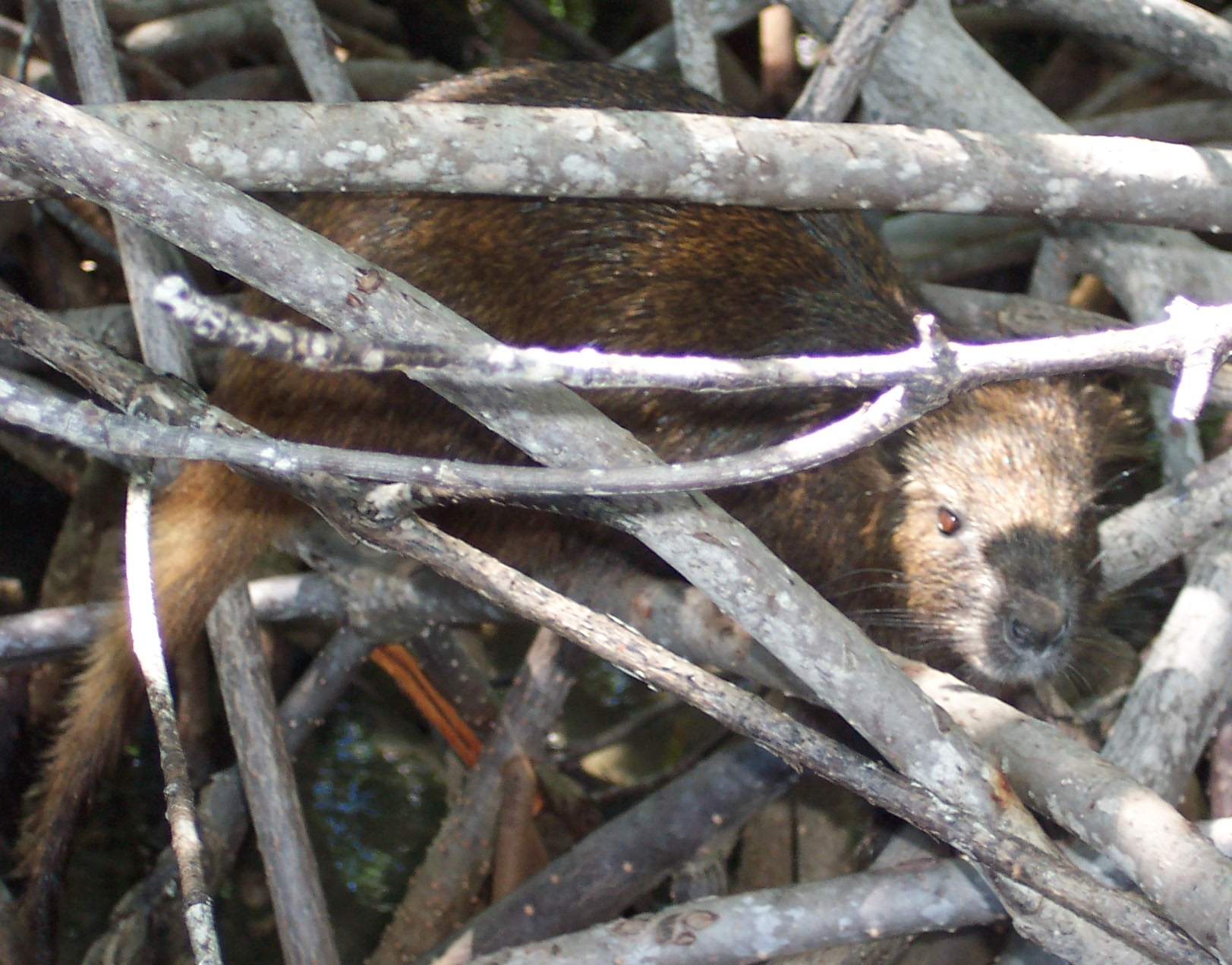
울창한 망그로브 숲의 데스마레후티아 은신처

데스마레후티아 또는 쿠바후티아(Capromys pilorides)는 후티아과에 속하는 설치류의 일종이다. 데스마레후티아속(Capromys)의 유일종이다. 몸무게는 최대 8.5kg으로, 현존하는 후티아 중에서 가장 크다.(멸종된 자이언트후티아가 더 크다.)

## 특징
데스마레후티아는 머리부터 몸까지 몸길이는 31~60cm이고, 꼬리 길이는 14~29cm, 몸무게는 2.8~8.5kg이다. 털은 굵고 거칠며 꼬리 끝까지 이어진다. 털 색은 검은색부터 갈색까지 다양하며, 밝은 모랫빛과 붉은색도 눈에 띤다. 몸은 땅딸막하고 다리는 짧다. 천천히 뒤뚱거리며 천천히 움직이지만, 뒤쫓을 때는 빨리 뛸 수도 있다. 큰 발톱과 함께 다섯 발가락을 갖고 있어서 잘 기어 오를 수 있다. 위는 내장을 꽉 채울 정도로 세 구역으로 나뉘어 있으며 어떤 설치류보다 많이 복잡하다. 핵형은 2n=40, FN=64이다.

## 서식지 및 분포
데스마레후티아는 넓은 범위의 서식지에서 발견된다. 칠레 북부에서 개체군은 풍부한 망그로브 숲 지역을 중심으로 활동하는 경향이 있는 반면에, 남부 개체군은 좀더 육상 서식지를 선호하는 경향이 있다. 데스마레후티아는 쿠바에서만 발견되지만, 쿠바 전역에 널리 분포한다. 쿠바 주요 섬과 후벤투드섬, 사바나 군도, 도체 라쿠나스 군도 그리고 나머지 여러 섬과 쿠바 군도의 암초에서 발견된다. 관타나모 주 특히 관타나모 만 해군 기지 주변에서 풍부하게 발견된다. 쿠바 동부 산악 지역에서 데스마레후티아 개체수는 감소 추세이다.

## 습성 및 번식
데스마레후티아는 보통 한 쌍이 모여 살지만, 각자 또는 작은 집단으로 발견되기도 한다. 주행성 동물이고 굴을 파지 않기 때문에, 밤에 바위 또는 나무 구멍 속에서 휴식을 취한다. 잡식성 동물이지만 주로 나무 껍질과 잎, 과일 등을 먹는다. 도마뱀과 같은 작은 척추동물을 먹기도 한다. 수컷과 암컷 모두 오줌으로 자신의 영역 표시를 한다.
임신 기간은 110~140일(보통 약 120~126일)이고, 연중 번식을 하며 6, 7월에 정점을 이룬다. 보통 한 마리와 세 마리 사이의 새끼를 낳고, 평균 몸무게는 230g 정도이다. 새끼는 눈을 뜨고 털이 있으며, 바로 걸을 수 있는 조숙한 상태로 태어난다. 약 5개월경에 젖을 떼고, 약 10개월이면 성적으로 성숙해진다. 포획 상태에서 수명은 약 8~11년이다.